# 日立市立南部図書館
日立市立南部図書館（ひたちしりつなんぶとしょかん）は、日立市久慈町3-24-1にある日立市立図書館のひとつである。
2021年度（令和3年度）の統計によると、蔵書数は109,754冊（点）（令和4年3月31日現在）、年間貸出数は248,438冊（点）となっている。
主な蔵書としては、一般図書が64,565冊、児童図書が39,297冊、郷土資料が3,607冊、視聴覚資料が2,285冊（いずれも2022年3月31日時点）所蔵している。
またここでは、併設されているパークアンドバスライドについても説明する。

## 施設構造

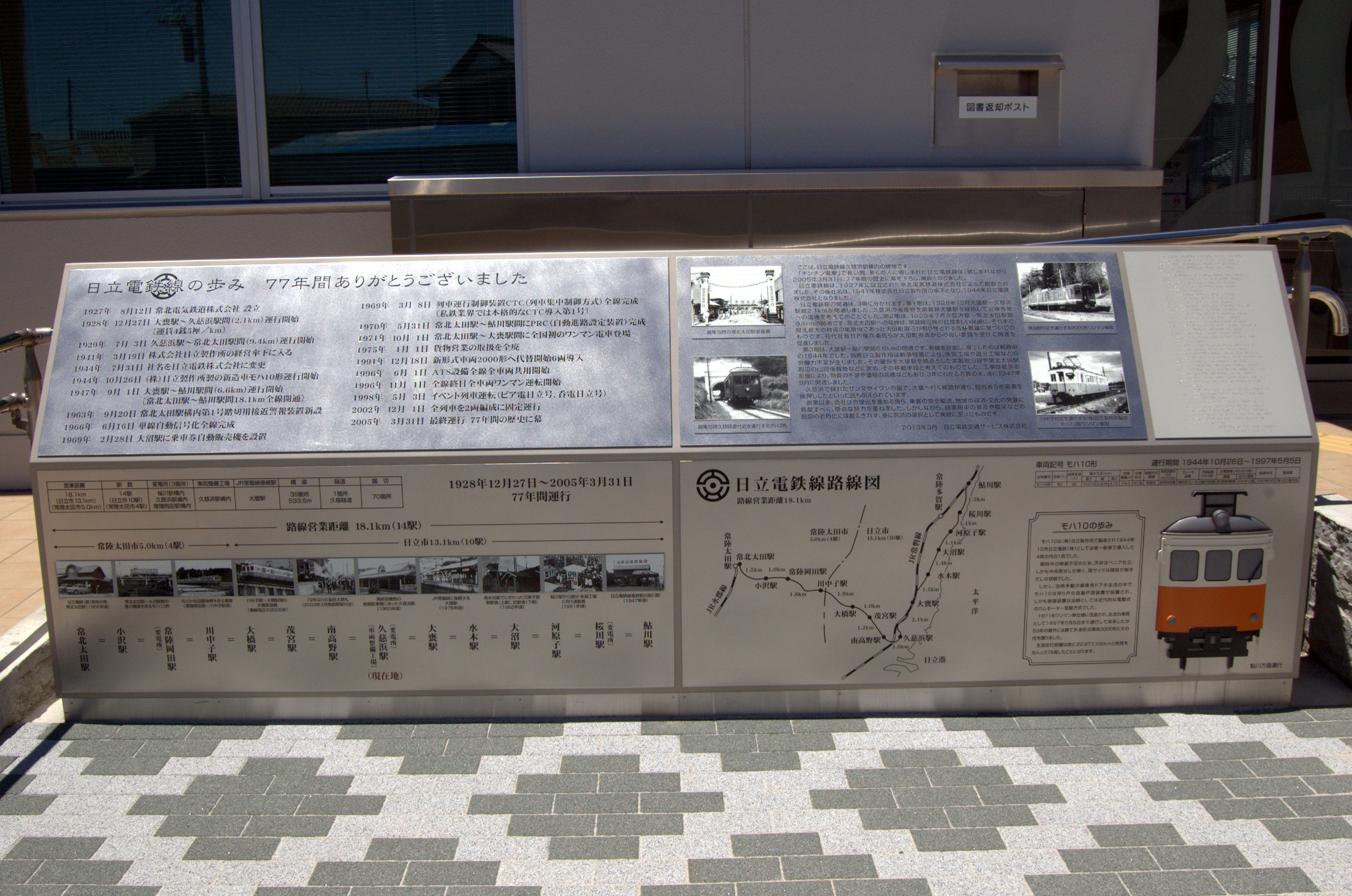
日立電鉄線の歴史を刻んだ銘板

日立電鉄線の久慈浜駅の跡地に建てられており、#ギャラリーにつながるバス停留所側の入口には、日立電鉄線の歴史を記した銘板が設置されている。
建物は平屋である。開館時の蔵書数は約61,000冊で、最大約93,000冊の収容能力を持つ。
施設の利用は無料で、図書館の閲覧は誰でもできる。
一般図書室・こどもとしょしつ
中央カウンターで貸出ができる。貸出の対象者は「日立市立図書館#サービス」を参照。
まなびの広場
学習室のような場所。飲食は禁止されている。
創作室

対面朗読室

ボランティア活動室

ギャラリー
絵の展示が行われることがある。また裏入口からの通路となっている。
ラウンジ
ここで飲食が可能。自動販売機がある。ただし、長居や読書は禁止されている。

### 建物概要
（出典：）
- 地上1階建
- 延床面積：1,398.05 m2

## 歴史
以下は『新図書館通信』第1号を参考文献とする。
- 2005年（平成17年）4月1日 - 日立電鉄廃線
- 2007年（平成19年）12月 - 新しい図書館施設建設のための準備開始
- 2008年（平成20年）2月 - 今後の図書館サービスのあり方に関するアンケート調査実施
- 2008年（平成20年）12月 - 「新図書館施設建設懇話会」設置
- 2009年（平成21年）7月 - 「新図書館施設建設基本構想」策定
- 2010年（平成22年）9月 - 新図書館施設建設設計完了
- 2011年（平成23年）3月11日 - 東日本大震災
- 2011年（平成23年） 4月 - 10月 - 新図書館施設建設計画、設計の見直し
- 2012年（平成24年）1月 - 建設工事着工
- 2013年（平成25年）4月24日 - 南部図書館開館

## 立地
JR常磐線大甕駅からひたちBRTで約7分の場所に位置し、周辺には久慈サンピア日立や道の駅日立おさかなセンター、茨城港日立港区などがある。
図書館前には59台分の無料駐車場もある。

## パーク&バスライド
※この節は右の写真を参考文献とする。

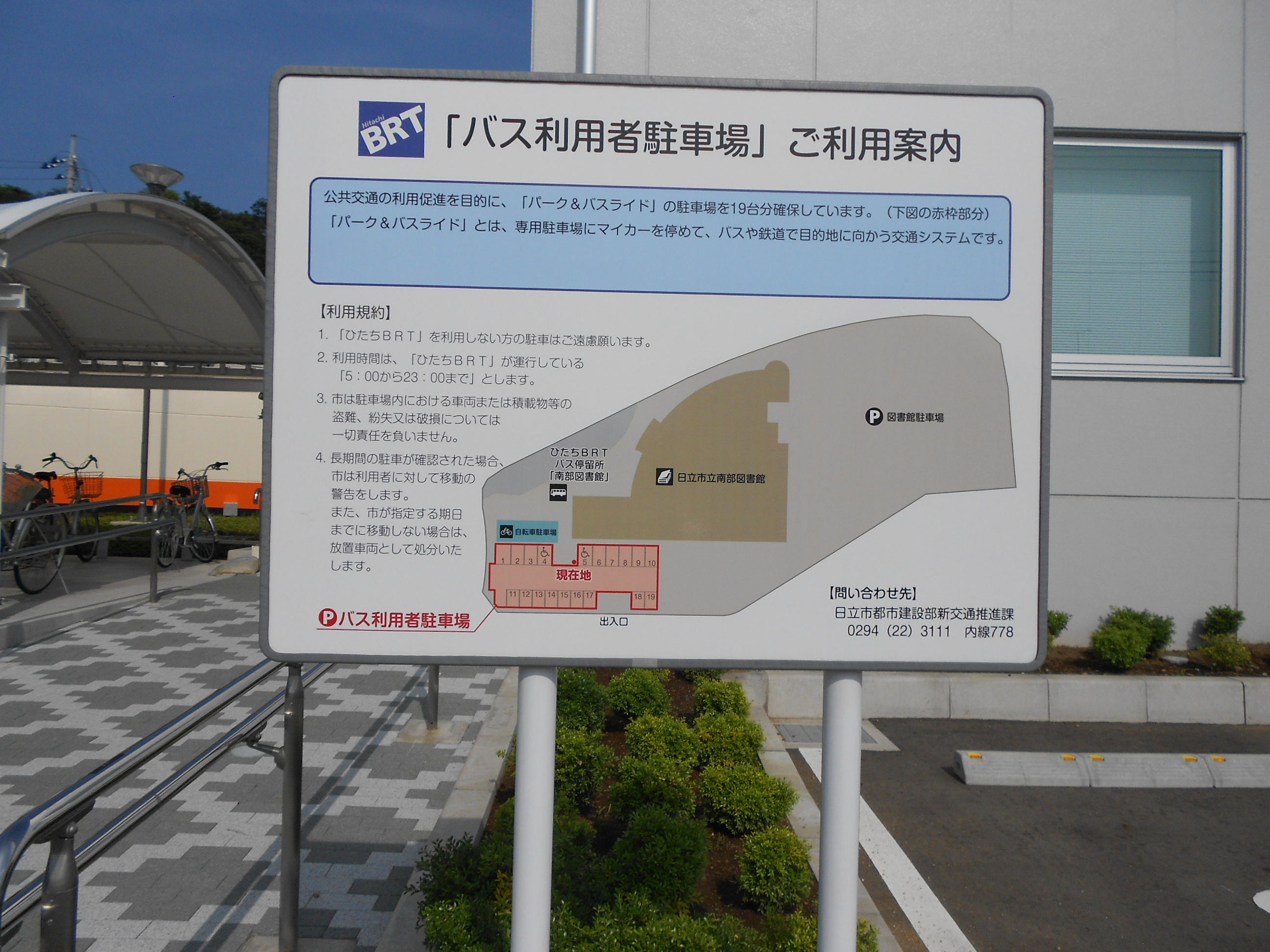
パーク＆バスライドを示す看板

南部図書館の駐車場の一部がバス利用者用の駐車場となった。
以下、使用規定等をまとめたものである。
- 台数は19台（内2台は身障者用）
- BRTを使う人以外は停車禁止
- 利用可能時間は5:00 - 23:00
- 長期間の停車が発覚した場合は、市が利用者に警告をする。その後、指定する日までに移動しない場合は撤去される。